# Gerrodes
Gerrodes is een geslacht van vlinders van de familie uilen (Noctuidae), uit de onderfamilie Agaristinae.

## Soorten
- G. longipes Druce, 1889
- G. minataea Dyar, 1912
- G. minor Dognin, 1914